# 假動作
在足球、聯盟式橄欖球、橄欖球和澳式足球比賽中，假动作是指一个球员故意作出一種動作，讓对手誤以為自己要传球、射门、朝某个方向移动或接球，但实际上該球員做出了與先前動作並不一致的動作。

## 足球
在足球比赛中，球員在盤球进攻時會做出假动作。